# Pithyotettix sibiricus
Pithyotettix sibiricus är en insektsart som beskrevs av Mitjaev 1965. Pithyotettix sibiricus ingår i släktet Pithyotettix och familjen dvärgstritar. Inga underarter finns listade i Catalogue of Life.